# Museo del Cáñamo "Roque Francisco Albert Lucas"
El Museo del Cáñamo "Roque Francisco Albert Lucas" está dedicado al cáñamo y a la huerta de la Vega Baja del Segura. Fue inaugurado en 1994 y está ubicado en la ciudad de Callosa de Segura, en el edificio del Antiguo Matadero, formando parte del denominado Museo Municipal tras su total recuperación y adaptación al nuevo uso.Fue fundado por Roque Francisco Albert Lucas, siendo el primer director del museo en el año 2010.
Este museo está centrado en preservar y exhibir la historia y el entorno natural del cáñamo para proteger las artesanías relacionadas con la producción y la cultura de la fibra, con la iniciativa de mantener las tradiciones del cáñamo y garantizar la transmisión de conocimientos a las generaciones futuras.
El museo recoge todo lo referente al cultivo y procesamientos de la planta y fibras del cáñamo utilizando herramientas e instrumentos tradicionales que no han cambiado durante siglos. De manera única, este museo presenta todo el proceso, dando una visión general de la siembra de las semillas, el cuidado de las plantas y tratamientos posteriores de las fibras, permitiendo ver cómo se convierten en hilos, cuerdas, redes o zapatillas de cáñamo.

## Historia
Dada la importancia y el impacto económico de la industria del cáñamo en Callosa de Segura, convirtiéndose en el primer fabricante del país de productos elaborados con esta fibra, en 1986 se fundó el Museo del Cáñamo, aunque no fue reconocido oficialmente como Colección Museográfica hasta el 24 de marzo de 1994.
Está ubicado en el antiguo matadero municipal, diseñado por el arquitecto provincial Juan Vidal Ramos y el maestro de obras D. Juan Huesca Jover en el año 1920, que incluye elementos arquitectónicos típicos de principios de siglo. El edificio ha sido restaurado y recuperado para albergar en su interior una rica colección de piezas significativas como las herramientas utilizadas en la transformación de la fibra de cáñamo.

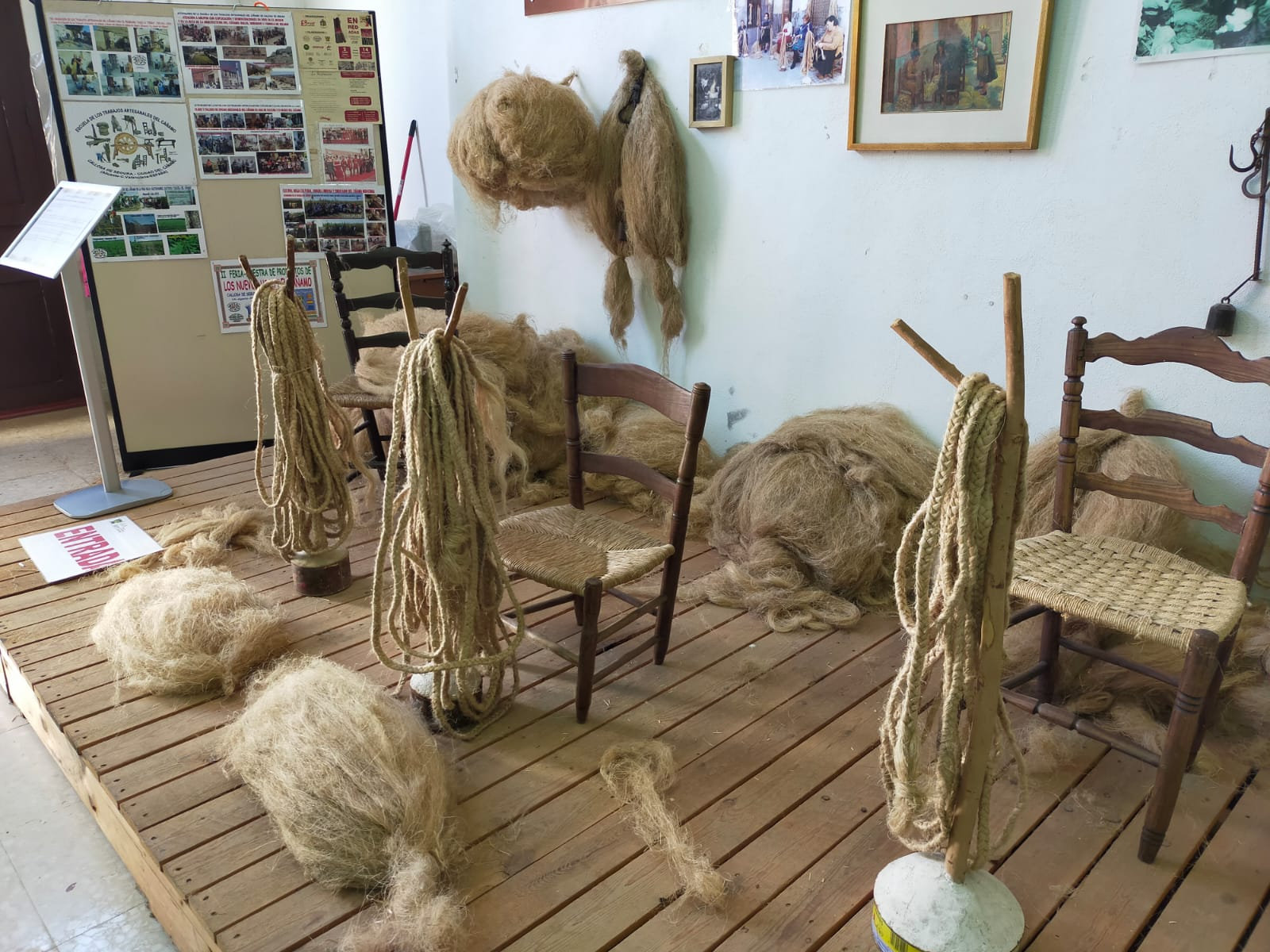
Elaboración tradicional de alpargatas de fibra de cáñamo

Esta colección debe su origen a la iniciativa del grupo “Amigos del Patrimonio”, que realizó una labor de concienciación de la sociedad local, y pudo materializarse gracias a las donaciones de los habitantes del municipio. 
Desde el cese de la producción de cáñamo hasta la puesta en marcha del Museo del Cáñamo en el año 1986, el Ayuntamiento de Callosa de Segura ha participado en la recuperación de objetos, utensilios y documentos relacionados con esta actividad socioeconómica, especialmente con la colaboración de Don Roque Francisco Albert Lucas, fundador del museo.
Por ello, en este municipio la cultura del cáñamo comenzó a recuperarse, reivindicando la apertura de un museo, un lugar donde almacenar todos los elementos asociados al cultivo de la planta, especialmente, los relacionados con la manipulación de la fibra, que fueron fundamentales para la historia de Callosa de Segura. 
El 10 de abril de 2010 se abrió al público el Museo del Cáñamo para acoger los útiles de todos los procesos de elaboración y producción de esta fibra, representando la tradición más antigua que conoce el municipio. 
En 2019, el Ayuntamiento de Callosa de Segura hizo reconocimiento de todo el mérito de trabajo altruista y esfuerzo desinteresado, en beneficio de la cultura del cáñamo a Roque Francisco Albert Lucas, con la concesión honoraria municipal de la Medalla Mérito a Labor Cultural. De esta manera el Museo del Cáñamo pasó a llamarse Museo del Cáñamo “Roque Francisco Albert Lucas”, por su entrega y sus demostraciones, así como por ser el fundador del museo y director de la Asociación de Monitores. 

## Descripción

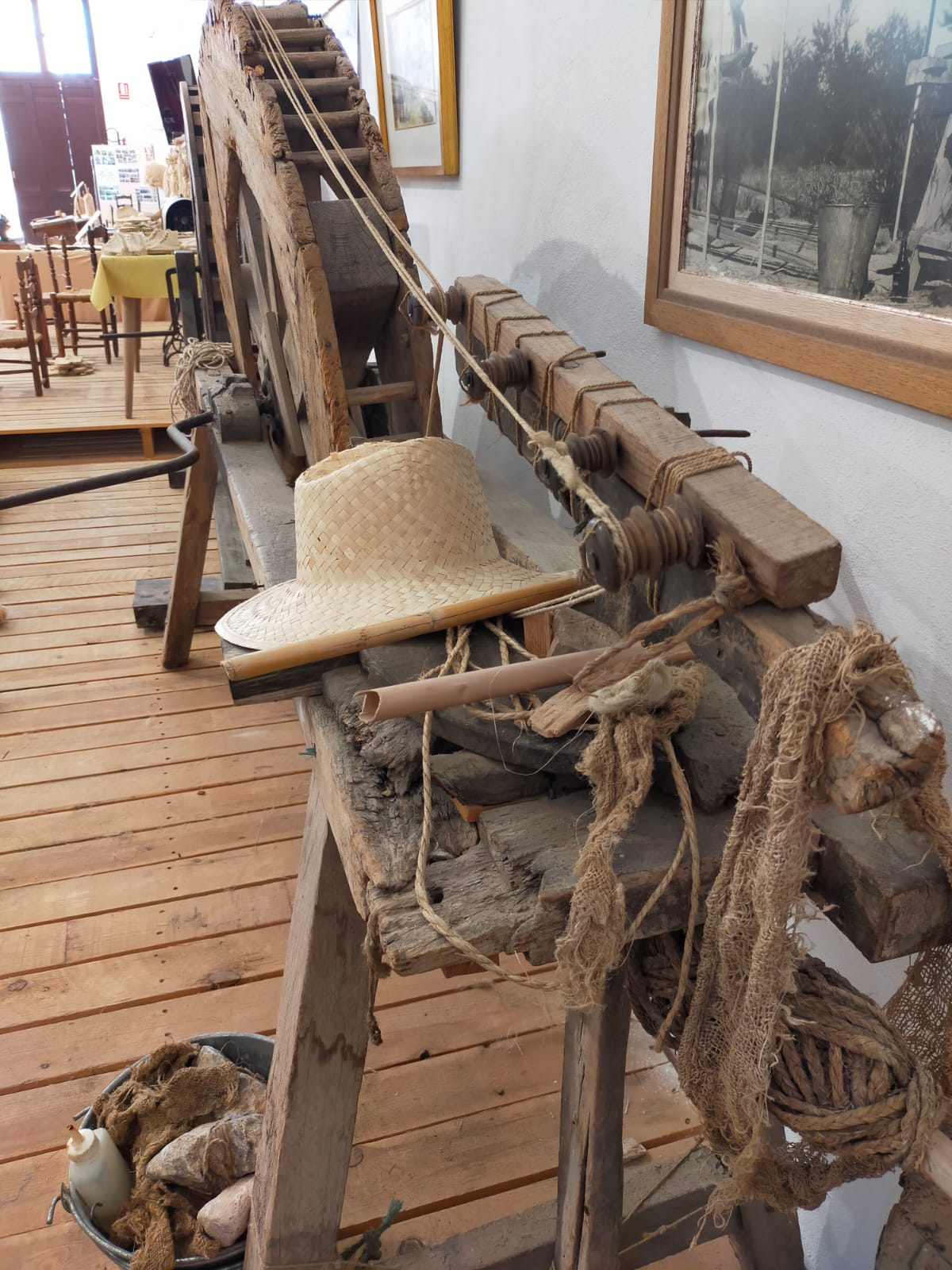
Herramienta original para elaborar redes y cuerdas de fibra de cáñamo

El museo presenta, principalmente, la cultura material relacionada con el proceso tradicional de transformación del cáñamo, pero también introduce aspectos como la mecanización, incluyendo aspectos como la sustitución paulatina de las fibras naturales por materiales sintéticos o las enfermedades profesionales. 
Se divide en dos grandes secciones:
1. Fase Agrícola: Se aprecian elementos relacionados con la vivienda y el trabajo de los agricultores, así como los vinculados al embalsamado y agramado del cáñamo en la huerta. Esta fase refleja todos los trabajos realizados en la huerta y que requieren de una preparación y cuidados especiales como: 
  - Preparación de la tierra
  - La siembra del cañamón
  - Cuidados de la planta
  - La siega
  - La jargola
  - La jimensa
  - El transporte a la balsa
  - El embalsado: Las balsas y los balseros
  - El agramado
  - El transporte
2. Fase Industrial: Se presentan distintas secciones del proceso de elaboración de la fibra del cáñamo y su diversificación en productos industriales del hilado y de la industria alpargatera que incluyen el espadado, el rastrillado y repasado, empaquetado y prensado, el hilado y corchado, confección de zapatillas y botas, las primeras máquinas, la carrera de hilar y la sección de tradiciones y costumbres populares de Callosa (Partir la Vieja, Farolico de Venancio, Cruces de Mayo, etc.).

- Trabajos de la Fase Industrial en el tratamiento de la fibra del cáñamo; los obradores del cáñamo, el espadado, el rastrillado y la cannabosis.

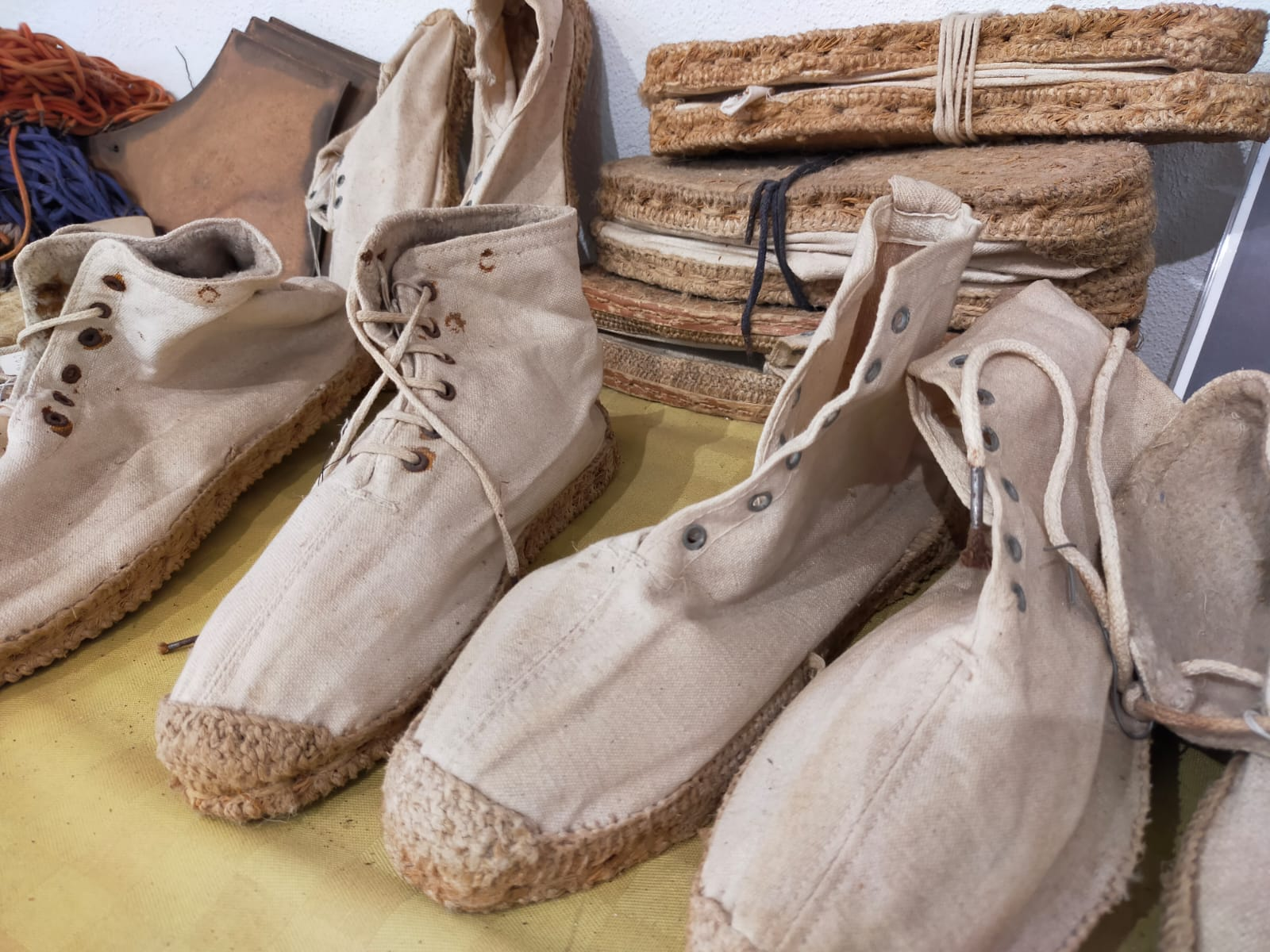
Alpargatas de fibra de cáñamo

- Trabajos para Usos Industriales de la fibra del cáñamo; El hilado y el hilador, la confección de redes, la industria alpargatera (el trenzado de soga y las sogueras), el urdido y cosido de suelas (los costureros) y la confección de zapatillas (las zapatilleras).

Destaca del museo la inclusión de las consecuencias negativas de este oficio para los trabajadores por estar en talleres cerrados y tener una mala ventilación, lo que provocaba que las partículas se inhalasen y se acumulasen en las vías respiratorias y a los pulmones, generando la “cannabosis”, una enfermedad que causó muchas muertes. 
Previa concertación, en el museo se llevan a cabo distintas demostraciones en directo de las actividades relacionadas con el cáñamo, realizadas por antiguos trabajadores que vivieron y conocen los métodos artesanales, para los visitantes, integrados en la Escuela de los Trabajos Artesanales del Cáñamo. 
Esta escuela fue fundada por Roque Albert, que resulta ser una entidad de características culturales testimoniales del proceso de producción del cáñamo. Esta actuación tiene como objetivo proteger un patrimonio en peligro de extinción y preservar este conocimiento y habilidades mediante la celebración periódica de clases sobre el oficio.
El museo también organiza conferencias conocidas como “Mesas del Cáñamo”, entre agentes clave en la industria del cáñamo con objeto de mantener contacto sobre los últimos avances en el campo, considerando oportunidades emergentes en el sector local callosino que podrían conducir a un crecimiento económico. En ella se abordan cuestiones que surgen de la interpretación de las normas legales y los marcos legislativos para el mejoramiento y procesamiento de la planta, así como las posibles problemáticas con tal de reivindicar una flexibilidad normativa y apoyo para impulsar la implantación del cultivo y su aprovechamiento industrial.  
Además, el museo cuenta con un archivo y una biblioteca y participó en la organización de la exposición pública de la Cruz de Callosa de Segura, presentada por el Consorcio callosino.
Este museo destaca por su trayectoria y características por ser un centro que cumple determinadas funciones, especialmente de carácter divulgativo, con actividades didácticas, conferencias, proyecciones. Cada año, 14 de agosto, el museo sale a la calle para que la gente participe y reviva la tradición de la industria del cáñamo.

## Proyecto Bien Cultural Inmaterial
El 30 de octubre de 2023 se publicó en el Diario Oficial de la Generalitat Valenciana la resolución del conseller de Cultura y Deporte, por el que se inicia el expediente para la declaración de Bien de Interés Cultural Inmaterial a la actividad tradicional “Cultura del Cáñamo”, de Callosa de Segura.
La gestión del bien la tendrá el Ayuntamiento de Callosa de Segura, la Escuela de los Trabajos Artesanales del Cáñamo y el Museo del Cáñamo, siendo Roque Albert el que inició los trámites para que se declarase BIC a la cultura del cáñamo. 
Por su parte, la Concejalía de Museos y Patrimonio Cultural, ha puesto en marcha una serie de procedimientos para hacer posible este reconocimiento, entre ellos la adquisición de inmuebles y la implementación de actividades para promover la investigación y producción de materiales de cáñamo y su cultivo. Además se invertiría para modernizar y adaptar a las nuevas tecnologías el Museo del Cáñamo. 